# Agathazell
Agathazell (mundartlich: Daddə, Agadadatə) ist ein Gemeindeteil der Gemeinde Burgberg im Allgäu im bayerisch-schwäbischen Landkreis Oberallgäu.

## Geographie
Das Kirchdorf liegt circa 1,5 Kilometer nördlich des Hauptorts Burgberg am Fuße des Grünten.

## Ortsname
Der Ortsname bezieht sich auf die Kirchenpatronin, die Heilige Agatha von Catania. Der Suffix „-zell“ deutet auf eine Zelle eines Pfarrers hin, der die Eigenpfarrei betreute. Ebenso kann der Name als Wirtschaftshof bei der Kirche, deren Patronin die heilige Agatha ist gedeutet werden. Die mundartliche Form des Ortsnamens Daddə ergab sich aus dem Zusammenziehen der Bezeichnung z' (san)t A(g)ten(zell) [in Sankt Agathazell] zu z' Taten. Eine andere Theorie für den mundartlichen Namen bezieht sich auf eine Ehrwürdigung des Abts Tatto des Klosters Kempten.

## Geschichte

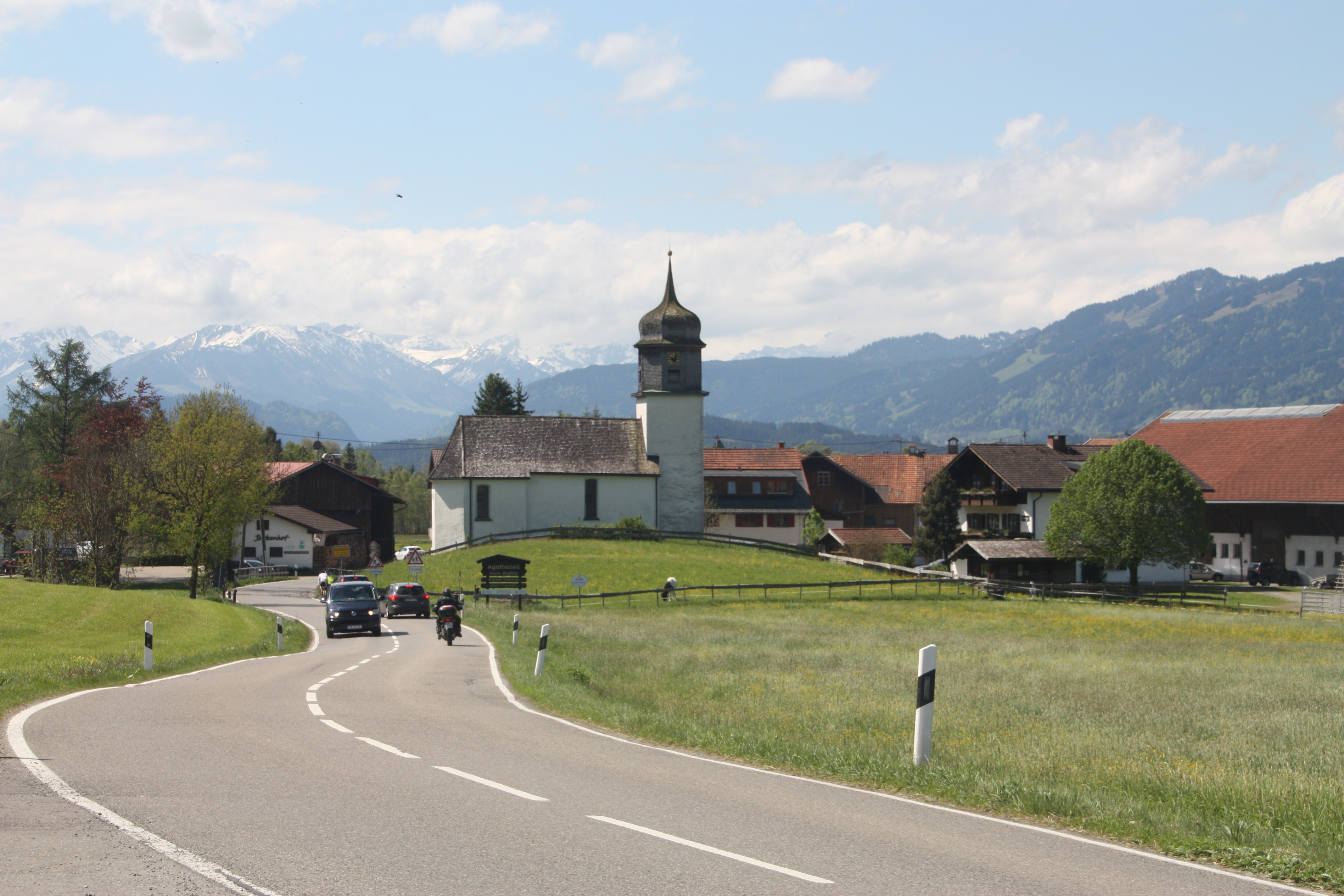

Agathazell wurde erstmals urkundlich im Jahr 1291 erwähnt, als Ulrich und Markward von Schellenberg mit der Zustimmung König Rudolfs das Patronatsrecht in der Cella sancte Agate dem Hochstift Augsburg schenkten. Die Theorie von Franz Ludwig von Baumann, die Ersterwähnung des Orts fand im Jahr 839 statt, konnte widerlegt werden. Im Jahr 1335 verkaufte der Ritter Tölnzer von Schellenberg den Kirchensatz an den Hochstift Augsburg. Im Jahr 1613 wurde die heutige Kirche St. Agatha erbaut. 1620 wurde die Pfarrei Agathazell mit Rauhenzell vereinigt und im Jahr 1746 wieder selbstständig. 1650 wurden fünf Wohnhäuser im Ort gezählt. 1804 wurde die Pfarrei aufgehoben und Agathazell als Filiale Burgberg zugeteilt. Im Jahr 1818 befanden sich zehn Wohnhäuser in Agathazell. In den 1960er Jahren wurde der Flugplatz Agathazell eröffnet.

## Baudenkmäler
Siehe: Liste der Baudenkmäler in Agathazell